# Akeel Morris
Akeel J. Morris (St. Thomas, 14 novembre 1992) è un giocatore di baseball statunitense con cittadinanza britannica, originario delle Isole Vergini Americane.

## Carriera

### Minor League
Morris venne selezionato nel 2010 al 10º giro del draft amatoriale della MLB come 302ª scelta dai New York Mets. Nello stesso anno iniziò nella Gulf Coast League rookie con i GCL Mets finendo con una vittoria e una sconfitta, 2.19 di ERA in 8 partite di cui 6 da partente. Nel 2011 passò nella Appalachian League rookie con i Kingsport Mets finendo con 3 vittorie e 2 sconfitte, 3.86 di ERA in 11 partite tutte da partente con un incontro completo.
Nel 2012 passò nella New York-Penn League singolo A breve stagione con i Brooklyn Cyclones finendo con nessuna vittoria e 6 sconfitte, 7.98 di ERA e 2 salvezze in 11 partite di cui 6 da partente. Nel 2013 giocò con i Cyclones finendo con 4 vittorie e una sconfitta, 1.00 di ERA e una salvezza in 14 partite di cui 3 da partente (45.0 inning).

### Major League
Morris debuttò in MLB il 17 giugno 2015, al Rogers Centre di Toronto contro i Toronto Blue Jays. Tornò in Minor league, in double A, il giorno seguente.
L'8 giugno 2016 i Mets scambiarono Morris con gli Atlanta Braves, in cambio del lanciatore Kelly Johnson. Fu assegnato in double A con i Mississippi Braves il giorno stesso e terminò la stagione 2016 con nessuna presenza in MLB. 
Il 6 luglio 2017, Morris venne promosso dai Braves in major league. Terminò la stagione 2017 con 7.1 inning giocati e 9 strikeout.
Il 31 marzo 2018 Morris fu designato per il riassegnamento dai Braves. Tre giorni dopo, il 3 aprile, fu scambiato con i Los Angeles Angels in cambio di un compenso monetario e un giocatore da nominare più tardi.

### Atlantic League (ALPB) e Minor League
Il 1º aprile 2019, Morris venne selezionato dai High Point Rockers della Atlantic League of Professional Baseball. L'8 luglio, venne scambiato con i Southern Maryland Blue Crabs che lo scambiarono a loro volta, il 12 luglio, con i New Britain Bees.
Il 6 novembre 2019, venne selezionato dai Long Island Ducks ma non giocò nessuna partita nel 2020 per via della cancellazione della stagione, a causa della pandemia di COVID-19. Divenne free agent nello stesso anno.
Il 17 maggio 2021, firmò nuovamente con i Ducks. Il contratto di Morris venne selezionato l'11 giugno 2021, dai San Francisco Giants che lo assegnarono nella Doppia-A. Divenne free agent a fine stagione.

## Palmarès
- (2) MiLB.com Organization All-Star (2014, 2015)
- (1) MiLB.com Fan's Choice for Best Relief Pitcher (2014)
- (1) Baseball America A All-Star (2014)
- (1) Mid-Season All-Star della Florida State League "FSL" (2015)
- (1) Lanciatore della South Atlantic League "SAL" (14 aprile 2014)
- (1) Mid-Season All-Star della SAL (2014)
- (1) Post-Season All-Star della SAL (2014)